# Сакко і Ванцетті

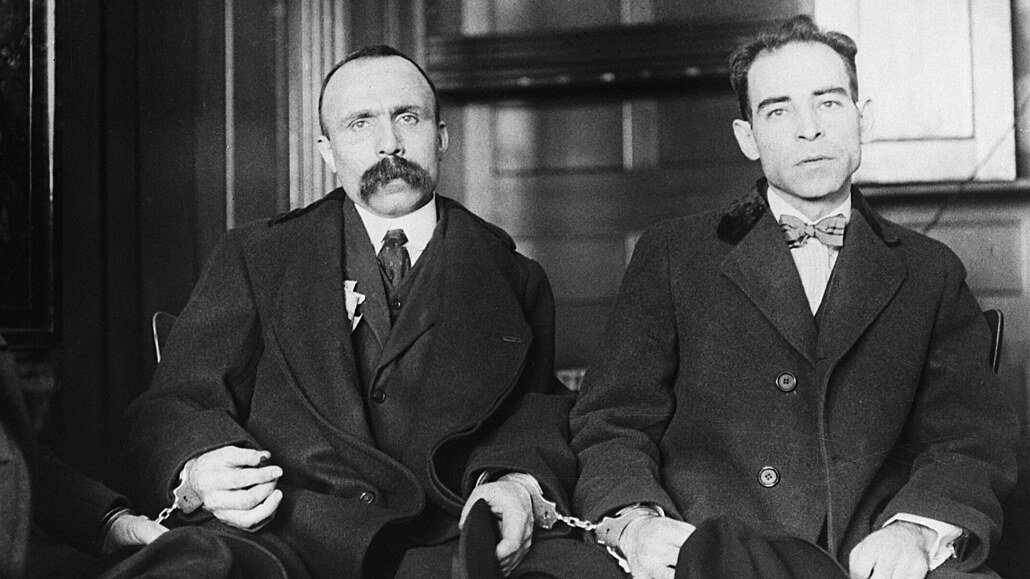
Бартоломео Ванцетті й Нікола Сакко

Нікола Сакко (італ. Ferdinando Nicola Sacco) (22 квітня 1891 — 23 серпня 1927) й Бартоломео Ванцетті (італ. Bartolomeo Vanzetti) (11 червня 1888 — 23 серпня 1927) — учасники анархістського руху, вихідці з Італії, які проживали в США.
Стали широко відомі після того, як у 1920 році в США їм було пред'явлено звинувачення у вбивстві касира і двох охоронців взуттєвої фабрики у м. Саут-Брейнтрі. На судових процесах, що проходили в місті Плімут, 14 липня 1921 суд присяжних, після кількагодинного обговорення, виніс вердикт про винність Сакко і Ванцетті і засудив їх до страти. Усі клопотання були відхилені судовими органами штату Массачусетс та зрештою Верховним Судом США. Процес і спроби добитися перегляду справи викликали широкий резонанс у світі завдяки підтримці та роздмухуванню розголосу прокомуністичними ЗМІ.  23 серпня 1927 Сакко і Ванцетті були страчені на електричному стільці. 
У 1977 році губернатор Массачусетсу Майкл Дукакіс видав прокламацію, що Сакко і Ванцетті були несправедливо засуджені і що «будь-яка ганьба повинна бути назавжди видалена з їхніх імен», але ця прокламація не проголошувала їх невинними.

## Вшанування пам'яті
Під час Громадянської війни в Іспанії (1936—1939) на боці Іспанської республіки воював загін добровольців під назвою «Центурія Сакко і Ванцетті».

### Топоніми
- Сакко І Ванцетті — село в Соледарській громаді Бахмутського району Донецької області.

### Вулиці та провулки
Вулиці та провулки, які названо на честь Сакко і Ванцетті (або Сакко, або Ванцетті окремо), існують у низці міст в 11 областях України.
Також деякі з вулиць і провулків з цією назвою було перейменовано.
Також вулиця Ніколи Сакко, вулиця Бартоломео Ванцетті існую у деяких муніципалітетах Італії.